# Furcht
Furcht è un film del 1917, diretto da Robert Wiene. 

## Trama
Quando torna a casa dopo un viaggio all'estero di alcuni anni, il conte appare un uomo totalmente cambiato: da persona costantemente di buon umore qual era, ora è profondamente angosciato, in preda alla paura (Furcht). Appena arrivato estrae dai propri bagagli una statuetta sacra indiana e la pone in una teca; poi si chiude nella propria residenza, e vi vive recluso e visibilmente sofferente. Questo stato di continua ansia ha portato il conte ad avere in odio anche la vita stessa.
Il vecchio maggiordomo si preoccupa e fa intervenire il pastore del paese, al quale il conte confessa di aver rubato la statuetta da un tempio in India, e che da allora vive nel timore che i monaci del tempio, assetati di vendetta, gli stiano alle calcagna e finiranno col trovarlo.
Ed in effetti uno dei monaci indiani gli si palesa comparendo in giardino, totalmente immune ai proiettili che il conte gli scarica addosso: il conte allora gli chiede di por fine alla propria disperazione e di ucciderlo. Ma l'indiano invece gli predice che vivrà ancora esattamente sette anni, poi troverà la morte per mano della persona a lui più cara; fino ad allora farà bene, continua l'indiano, ad imparare a godersi la vita. Era forse un sogno, ma la predizione è confermata in un biglietto che il conte trova il giorno dopo ai piedi della statuetta.
E il conte non se lo fa ripetere: prova dapprima le distrazioni ed i piaceri esteriori, come i balli, il gioco, il vino, per poi passare alla ricerca della fama, che ottiene grazie alle sue conquiste nel campo della chimica. Ma non gli basta, e passa alle delizie dell'amore per una donna, che ora vive con lui. Ma la scadenza si avvicina, e il conte vuole rimettersi a viaggiare, e prima di partire prende la statuetta e la getta nel fiume. Per poi pentirsene amaramente: non parte, e ricade immediatamento nello stato di profonda depressione.
È l'ultimo giorno e il conte diffida delle persone a lui più care: prima del maggiordomo, che sospetta voglia avvelenarlo, poi della sua donna, che vede con un tagliacarte in mano, e alla quale spara - o crede di sparare, perché la donna è illesa -  prima mettersi a vagare come un ossesso per la propria tenuta. Egli vede inoltre che la statuetta è inspiegabilmente tornata al suo posto, e l'indiano si ripresenta in giardino. O almeno al conte pare di vederlo, come un'allucinazione. Ai limiti del parossismo, il conte punta la pistola verso se stesso, la persona più cara.
L'indiano, o meglio il suo fantasma, penetra in casa e si (ri)appropria della statuetta.